# マルマストリグ
マルマストリグ株式会社は、愛媛県今治市北宝来町に本社を置く建設会社。防水工事では愛媛県内最大手である。
マルマスの由来は、2代目代表者の増太郎の「マス」と益々円満にの「マス」から。

## 事業所
- 今治本社 - 愛媛県今治市北宝来町4-2-5
- 松山本社 - 愛媛県松山市問屋町3-6
- 宇和島営業所 - 愛媛県宇和島市坂下津甲407番60
- 大洲営業所 - 愛媛県大洲市平野町野田3387
- 西条営業所 - 愛媛県西条市西ひうち6-6
- 四国中央営業所 - 愛媛県四国中央市中之庄町浜の前1707
- 多度津営業所 - 香川県仲多度郡多度津町道福寺22番地1

## 沿革
- 1898年 - 河野商店として米穀商を開業。
- 1919年　- 綿布業（河野綿布工場）を開業。
- 1946年 - セメント瓦製造開始。
- 1950年 - 左官材料、建築材料販売開始
- 1952年 - 工事部門としてタイル工事施工開始。
- 1956年 - 防水工事部門を開設。
- 1964年 - 松山出張所を開設。
- 1966年 - 「株式会社マルマス河野商店」設立。
- 1975年 - 松山出張所を松山卸商センターに新築移転、支店に昇格。多度津営業所を開設。
- 1978年 - 宇和島営業所を開設。
- 1981年 - 三島川之江営業所（現:四国中央営業所）を開設。
- 1983年 - 大洲営業所を開設。
- 1985年 - 西条営業所を開設。
- 1991年 - 社名を「マルマストリグ株式会社」に改称。現在地に今治本社新築落成。
- 1993年 - 今治本社･松山本社の2本社制をとる。